# Aeropuerto Internacional Scarlett Martínez
El Aeropuerto Internacional Scarlett Martínez (código IATA: RIH, OACI: MPSM) está localizado a más de 100 kilómetros de Ciudad de Panamá, Panamá. Está localizado en la ciudad de Río Hato, a 30 minutos de la ciudad de Penonomé, capital de la provincia de Coclé. 
Fue establecida originalmente en 1931 por la Sexta Fuerza Aérea de los Estados Unidos con el nombre de Base de la Fuerza Aérea de Río Hato como parte de las defensas del Canal de Panamá. Fue cerrado como facilidad de la Fuerza Aérea en 1948, pero fue usado como pista de aterrizaje auxiliar hasta la década de 1990, como parte de la Base Aérea de Howard. En 1973 la base pasó a jurisdicción panameña, pero no se le dio mayor uso. Luego de la invasión norteamericana volvió a estar bajo el control de EE. UU. y meses después vuelve a la jurisdicción de Panamá. En 2011, tras estudios y consultas para establecer un aeropuerto internacional en las provincias centrales del país, se decidió reconstruir la antigua base militar.
Fue reinaugurado el 13 de noviembre de 2013 con su nombre actual, sin embargo, el primer vuelo que recibió el aeropuerto fue el 4 de abril de 2014, con un vuelo especial de la aerolínea canadiense Sunwing Airlines que fue recibido por el expresidente panameño Ricardo Martinelli. 
La pista del Aeropuerto esta capacitada para recibir boeing 757-200.
Actualmente sólo Sunwing Airlines está operando de manera regular a este aeropuerto, con vuelos procedentes de Toronto-Pearson los jueves en temporada baja; y de Toronto, Montreal (Aeropuerto Internacional Pierre Elliott Trudeau), Bagotville y Quebec en temporada alta. Todos estos vuelos de Sunwing usan el nombre «Playa Blanca» como destino. Air Transat opera con destinos estacionales, también con el nombre «Playa Blanca» como destino.

## Destinos

### Destinos por aerolíneas
| Destinos por aerolínea                  | Destinos por aerolínea                         | Destinos por aerolínea | Destinos por aerolínea |
| Aerolíneas                              | Ciudades                                       | Alianza                |                        |
| --------------------------------------- | ---------------------------------------------- | ---------------------- | ---------------------- |
| Air Transat 2 destinos                  | Estacional: Montreal–Trudeau / Toronto–Pearson | N/A                    |                        |
| WestJet 2 destinos                      | Esatcional: Montreal–Trudeau                   | N/A                    |                        |
| Total: 2 aerolíneas, 2 destinos, 1 país |                                                |                        |                        |

### Destinos nacionales
| Ciudades         | Nombre del aeropuerto                       | Aerolíneas                               |
| ---------------- | ------------------------------------------- | ---------------------------------------- |
| Ciudad de Panamá | Aeropuerto Internacional Marcos A. Gelabert | Air Panamá (Chárter) / Flytrip (Chárter) |

### Destinos internacionales
se ofrece servicio a 2 destinos internacionales a cargo de 2 aerolíneas.
| Ciudades por países                                       | Nombre del aeropuerto                           | Aerolíneas                                      |
| Norteamérica                                              | Norteamérica                                    | Norteamérica                                    |
| --------------------------------------------------------- | ----------------------------------------------- | ----------------------------------------------- |
| Canadá (2 destinos [estacional], 2 aerolíneas)            |                                                 |                                                 |
| Montreal                                                  | Aeropuerto Internacional Pierre Elliott Trudeau | Air Transat (Estacional) / WestJet (Estacional) |
| Toronto                                                   | Aeropuerto Internacional Toronto Pearson        | Air Transat (Estacional)                        |
| Total: 2 destinos (2 estacionales), 1 país, 2 aerolíneas. |                                                 |                                                 |